# کارنوندیان
قارن‌وندیان یا کارن‌وندیان یا سوخرائیان خاندانی ایرانی‌تبار و گروهی از اسپهبدان تبرستان بودند. مرکز حکومت قارنوندیان در لفور بوده است. پادشاهان این دودمان که مازیار نیز از آن بود، به دلیل آنکه تبارشان به سوخرا می‌رسید به سوخرائیان و به سبب انتسابشان به خاندان کارن به کارن‌وندیان معروفند، و هریک از اسپهبدان این دودمان به لقب گَرشاه (شاه کوهستان) شناخته می‌شدند.
آغاز شاهی این دودمان در تبرستان از زمان انوشیروان خسرو یکم پسر کواد یکم بود که با از میان برداشتن برادر خود کیوس که از سوی پدرش قباد یا کواد فرمانروای تبرستان شده بود، قارن پسر سوخرا را از سال ۵۶۵ میلادی و بعد رتبهٔ سپهبدی تبرستان داد و حکومت این ناحیه را وارث به خانواده او ویژه گردانید. خود سوخرا پسر ویشاپور سرکردهٔ کارن بود. خاندان کارن یا خاندان کارن پهلوی (به پارسی میانه: کارِن پَهلَوْ) یک خاندان ایرانی (آریایی) و سکایی‌تبار و یکی از هفت خاندان ممتاز ایران باستان در عصر اشکانیان و ساسانیان بودند.خاندان کارن خود را از نسل کارن کاوگان ( فرزند کاوه آهنگر) می‌دانستند که تبرستان در قلمرو فرمانروایی آنها بود.خاندان کارن در قسمتی از ماد (ماه نهاوند) فرمان می‌راند و بعدها نسب نامه خود را در حماسه‌ها به کاوه آهنگر رساند. از دوره پیروز یکم خاندان کارن شجره نامه خود را به منوچهر می‌رساندند.
ونداد هرمزد و مازیار دو تن از اسپهبدان این دودمان بودند که علیه خلافت عباسیان قیام کردند. شورش تبرستان به رهبری وندادهرمزد در قیام اول باعث افزایش بیشتر استقلال تبرستان شد و قیام تبرستان به رهبری مازیار، هر دو به شکست انجامید و قدرت و قلمرو کاروندیان از دست رفت. تبار مازیار که آخرین اسپهبد کارنوندی بود، از این قرار است: مازیار پسر کارن، کارن پسر وندادهرمزد، وندادهرمزد از نواده‌های کارن بزرگ بود.
مهم‌ترین آبادی شهریارکوه آسران بوده است. آخرین فرمانروای قارنوند آسران در شهریارکوه ملک محمود ولاش (بلاش) بوده است که در سده ۱۴ میلادی درجنگ با میر عمادالدین سرسلسله حکمرانان مرتضوی تبرستان شکست خورده و به ناچار به اصفهان عزیمت می‌کند و بدین ترتیب حکومت محدود قارن‌وندان نابود می‌شود میرعماد برای جلوگیری از «شورش مردم چاشم در حمایت از ملک محمود بلاش» ۴۰۰ خانوار آنانرا به خلرد می‌کوچاند.